# Clase Matsushima
La Clase Matsushima  (松島型) fue una clase de cruceros protegidos de la Armada Imperial Japonesa, compuesta por tres buques que recibieron los nombres de los tres lugares más famosos y pintorescos de Japón.  Los cruceros de la Clase Matsushima tenían un diseño muy poco ortodoxo con respecto a los diseños de cruceros construidos en la década de los 1890, ya que cada buque tenía un armamento principal de un gran cañón de 320 mm, que les daba la apariencia de un monitor.

## Diseño y construcción
Formando parte de la columna vertebral de la Armada Imperial Japonesa durante la primera guerra chino-japonesa, los cruceros de la clase Matsushima estaban basados en los principios de la Jeune École, promovida por el militar francés y arquitecto naval Emile Bertin.
El gobierno japonés no tenía los recursos o presupuesto suficientes para construir una gran armada de acorazados para contrarrestar a los pesados buques de la Flota de Beiyang china. En su lugar, Japón adoptó la radical teoría de usar pequeños y rápidos cruceros, con blindaje ligero y artillería de pequeño calibre y largo alcance, con la adaptación de una única gran pieza de 320 mm, del modelo francés Canet.
El diseño resultaba poco práctico, porque el retroceso del enorme cañón era demasiado para un buque de tan poco desplazamiento, y su tiempo de recarga era excesivamente largo. No obstante, los cruceros clase Matsushima, sirvieron bien a su propósito contra la pobremente equipada y mandada flota china.
Originalmente, los planes de construcción incluían un cuarto buque de esta clase, pero su construcción fue finalmente cancelada.

## Los buques
- Itsukushima (厳島): Construido en los astilleros navales de la Société Nouvelle des Forges et Chantiers de la Méditerranée, en Francia; botado el 18 de julio de 1889; alistado el 3 de septiembre de 1891. dado de baja y desguazado el 12 de marzo de 1926.

- Matsushima (松島): Construido en los astilleros navales de la Société Nouvelle des Forges et Chantiers de la Méditerranée, en Francia; botado el 22 de enero de 1890; alistado el 5 de abril de 1892. El Matsushima difería de sus dos gemelos en que montaba su pieza de 320 mm a popa de la superestructura, en lugar de a proa como los otros dos cruceros. Se hundió el 30 de abril de 1908 tras una explosión accidental, mientras navegaba cerca de las Islas Pescadores, (Taiwán), con la pérdida de 207 hombres de su dotación de 350.

- Hashidate (橋立): El único buque de la clase construido en Japón, en el Arsenal Naval de Yokosuka. Botado el 24 de marzo de 1891; alistado el 26 de junio de 1894. Dado de baja el 1 de abril de 1922 y desguazado en 1927.

## Historia operacional
Los tres buques de la clase estaban ya alistados cuando se inició la primera guerra sino-japonesa, y entraron en combate en la Batalla del río Yalu y en la siguiente Batalla de Weihaiwei.
Durante la guerra ruso-japonesa, los tres cruceros de la Clase Matsushima, ya obsoletos, fueron asignados al 5.º Escuadrón de Reserva de la 3ª Flota, junto al igualmente anticuado buque torreta Chin'en, bajo el mando del almirante Shichiro Kataoka.
Estuvieron presentes en el bloqueo de Port Arthur, en la batalla del Mar Amarillo y en la decisiva batalla de Tsushima. Más tarde, asignados a la 4ª Flota Japonesa, fueron parte de la flotilla que participó en la invasión japonesa de la isla de Sajalín.

## Galería

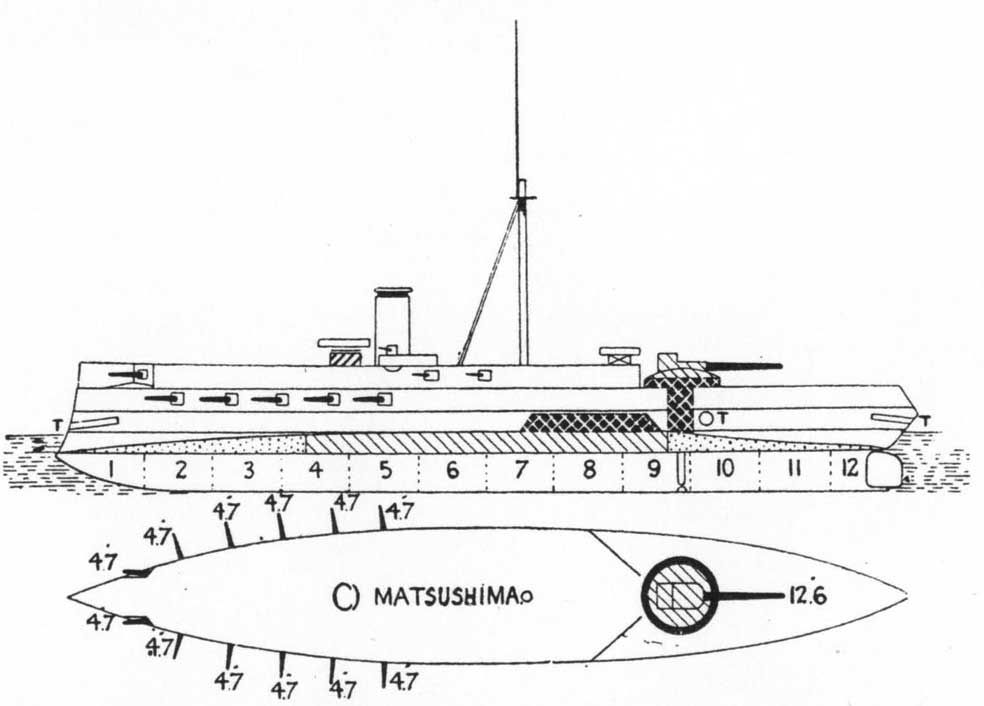
Perfil y planta del crucero Matsushima.
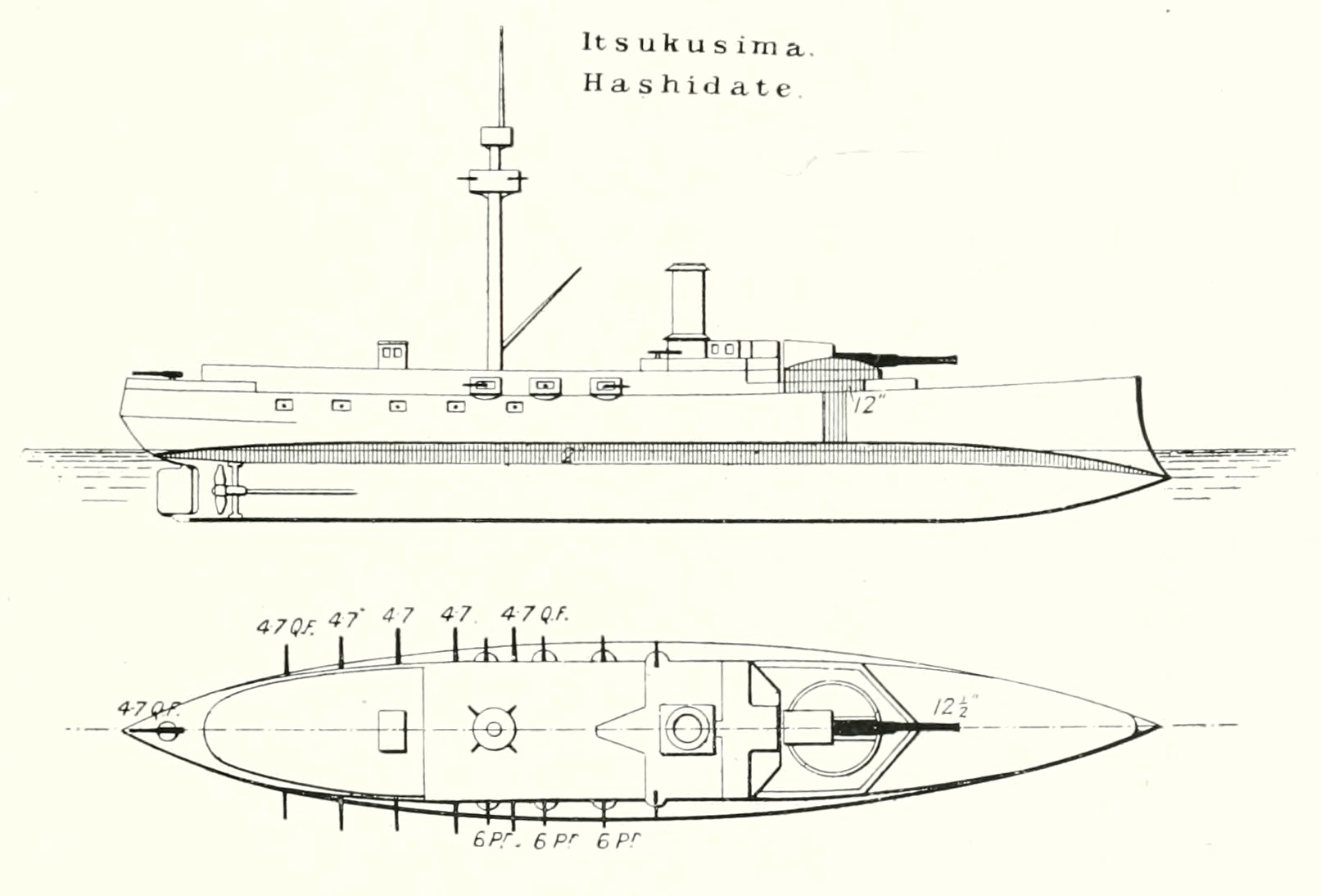
Perfil y planta de los cruceros Itsukushima y Hashidate..
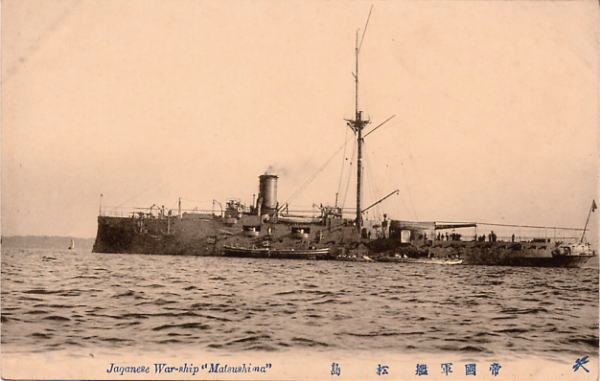
Otra imagen del Matsushima.
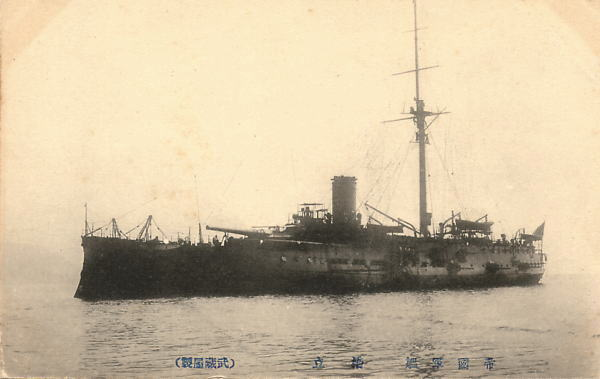
El crucero Hashidate.
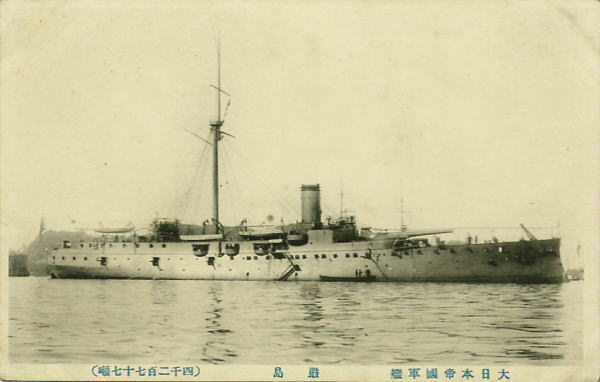
El crucero Itsukushima.